# Vice-rei

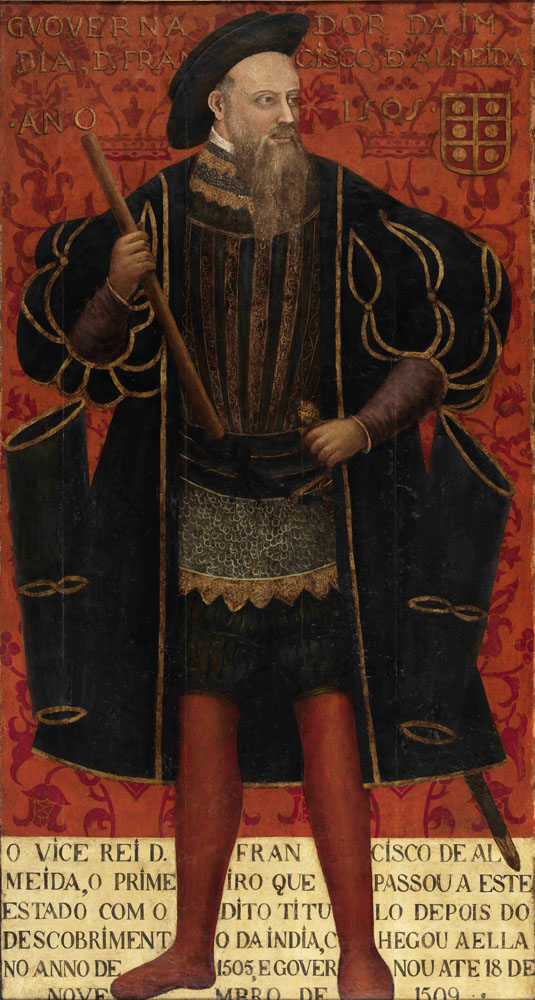
D. Francisco de Almeida,
primeiro vice-rei da Índia Portuguesa

Vice-Rei foi o título, usado em algumas monarquias da Europa, para designar os governadores e representantes do rei numa província afastada ou num território ultramarino.

## Portugal
Em Portugal, o título vice-rei foi um título honorífico atribuído a alguns governadores da Índia portuguesa e do Brasil.

### Vice-Reis do Brasil
Entre 1640 e 1718, apenas três governadores-gerais do Brasil receberam o título de "vice-rei", por motivo de sua alta fidalguia: o marquês de Montalvão, o conde de Óbidos e o marquês de Angeja. Depois de 1720, com a nomeação de Vasco Fernandes César de Meneses, conde de Sabugosa, o título de "vice-rei" passou a ser permanente. Entretanto, não se conhece ato oficial algum elevando o Brasil à condição de vice-reino. Conforme Francisco Adolfo de Varnhagen: "O vice-rei ou capitão-general era o delegado imediato do soberano, para quem unicamente se podia apelar de suas resoluções. Recebia cortejo nos dias de gala, ficando à esquerda do dossel, com a câmara da cidade-capital à direita deste. Cada indivíduo, depois da vênia ao retrato do soberano, fazia outro à câmara e, depois, ao capitão-general. Presidia a Junta da Fazenda e, quando havia relação, era o governador dela; onde simples junta de justiça, era dela o presidente".

### Vice-Reis da Índia
O título vice-rei foi um título honorífico atribuído a alguns Governadores da Índia Portuguesa desde 1505. O primeiro vice-rei da Índia foi D. Francisco de Almeida (1505-1509), nomeado por D. Manuel I de Portugal, que, assim, manifestou o real poder dos portugueses no Índico face à Espanha, que atribuíra a Cristóvão Colombo o título de "Almirante e Vice-Rei das Índias", entre outros, após o equívoco na descoberta do novo mundo. Seguiu-se D. Vasco da Gama e o último foi o Infante D. Afonso Henriques (1896).

### Vice-Reis de Portugal sob a Dinastia Filipina
Durante os sessenta anos de domínio castelhano em Portugal, o monarca espanhol fazia-se representar no Reino por meio de um vice-rei (da mais alta fidalguia ou então mesmo relacionado com a casa real dos Habsburgos) ou então por um colégio de governadores.

## Espanha
O título "vice-rei" (virrey) foi usado, primeiro, para designar os governadores de certos territórios da Coroa de Aragão e, mais tarde, da Coroa de Espanha. Mais tarde, foi utilizado pelos governadores ultramarinos, responsáveis por vastos territórios chamados vice-reinos (virreinatos). Na Europa, existiram os seguintes cargos de vice-rei:
- Vice-Rei de Aragão;
- Vice-Rei de Valência;
- Vice-Rei da Catalunha;
- Vice-Rei de Navarra;
- Vice-Rei da Sardenha;
- Vice-Rei da Sicília;
- Vice-Rei de Nápoles;
- Vice-Rei de Portugal;

Nos territórios ultramarinos, existiram os seguintes vice-reinos:
- Vice-reino da Nova Espanha;
- Vice-reino do Peru;
- Vice-reino de Nova Granada;
- Vice-Reino do Rio da Prata.

## Outros vice-reis
Por influência portuguesa e espanhola, outros países utilizaram o título de vice-rei para designar os governadores de alguns dos seus territórios, inclusive ultramarinos. Alguns deles foram:
- Vice-Rei da Índia - título atribuído aos governadores-gerais da Índia britânica, a partir de 1858, provavelmente inspirando-se no título homónimo existente no Estado Português da Índia (Vice-Reis Portugueses);[carece de fontes?]
- Vice-Rei da Irlanda - título oficioso pelo qual era conhecido o Lorde Tenente da Irlanda, chefe do poder executivo sob domínio britânico, até 1922;
- Vice-Rei de Hanover - título do representante do monarca britânico no Reino de Hanôver, entre 1814 e a sua independência, em 1837;
- Vice-Rei da Nova França - título de alguns dos governadores franceses do actual Canadá, entre 1541 e 1672;
- Vice-Rei da África Oriental Italiana - título dos governadores-gerais da África Oriental Italiana, entre 1936 e 1941;
- Vice-Rei da Itália - título, atribuído por Napoleão Bonaparte, ao seu filho adoptivo Eugène de Beauharnais;
- Vice-Rei da Lombardia e Venécia - título do representante do Imperador Austro-Húngaro no Reino da Lombardia e Venécia, entre 1857 e 1859;
- Vice-Rei da Noruega - título do representante do rei da Suécia e da Noruega, no reino da Noruega, durante a união pessoal entre os dois países;
- Vice-Rei da Polónia - título do representante do czar da Rússia no reino da Polónia, entre 1815 e 1830;
- Vice-Rei da Transcaucásia - título do governador-geral da Transcaucásia russa, entre 1845 e 1917;
- Vice-Rei do Iraque - título caricatural, atribuído por alguns órgãos de comunicação social, ao director da Autoridade Provisória da Coligação, que concentrou os poderes executivo, legislativo e judicial no Iraque depois da sua invasão e ocupação em 2003.